# HMS Lightning (G55)
HMS Lightning (G55) là một tàu khu trục lớp L được Hải quân Hoàng gia Anh Quốc chế tạo vào cuối những năm 1930. Nó đã nhập biên chế và phục vụ trong Chiến tranh Thế giới thứ hai cho đến khi bị đánh chìm bởi ngư lôi phóng từ tàu phóng lôi E-boat Đức S-55 tại Địa Trung Hải vào ngày 12 tháng 3 năm 1943.

## Thiết kế và chế tạo
Lightning được đặt hàng cho xưởng tàu của hãng Hawthorn Leslie & Co ở Newcastle Upon Tyne vào ngày 31 tháng 3 năm 1938 trong Dự toán Ngân sách Hải quân 1937. Nó được đặt lườn vào ngày 15 tháng 11 năm 1938 và được hạ thủy vào ngày 22 tháng 4 năm 1940. Công việc chế tạo hoàn tất vào ngày 28 tháng 5 năm 1941, sau khi bị trì hoãn do việc giao hàng chậm trễ ba tháp pháo 4,7 inch nòng đôi theo như thiết kế nguyên thủy. Tổng chi phí chế tạo nó là 440.807 Bảng Anh, không kể đến những trang bị như vũ khí và thiết bị liên lạc do Bộ Hải quân Anh cung cấp. Nó được cộng đồng cư dân Borough của Doncaster đỡ đầu vào ngày 25 tháng 3 năm 1942, như một phần của cuộc quyên góp tiết kiệm cho Tuần lễ Tàu chiến.

## Lịch sử hoạt động
Vào ngày 28 tháng 5 năm 1941, Lightning được phân về Chi hạm đội Khu trục 19 thuộc Hạm đội Nhà tại Scapa Flow cùng với tàu chị em HMS Laforey. Hai tàu chị em khác HMS Lookout và HMS Loyal chưa sẵn sàng để chiến đấu. Nó được gia nhập cùng với các tàu nữa chị em HMS Lively, HMS Gurkha, HMS Legion và HMS Lance; cả bốn sau đó đều bị đánh chìm trong năm phục vụ đầu tiên trong chiến tranh.
Chiến dịch Substance là hoạt động tác chiến đầu tiên mà Lightning tham gia. Nó hình thành nên lực lượng hộ tống của Hạm đội Nhà cho các đoàn tàu vận tải WS 9C và MG 1 đi đến Malta. Đoàn vận tải bao gồm các chiếc Azalea, Eridge, Nelson, Renown, Ark Royal, Hermione, Arethusa, Manxman, Cossack, Maori, Nestor, Faulknor, Fury, Foresight, Forester, Foxhound, Encounter, Sikh và Duncan. Chúng rời Derry vào ngày 13 tháng 7 và đi đến Gibraltar hai tuần sau đó vào ngày 27 tháng 7.
Hoạt động tiếp theo của nó là trong Chiến dịch Style, khi Lightning hộ tống một đoàn tàu vận tải nhỏ chuyển lực lượng tăng cường cho Không quân Hoàng gia Anh. Nó không đi hết hành trình, quay trở lại Gibraltar vào ngày 4 tháng 8 sau khi đoàn tàu đến được Malta. Vào ngày 22 tháng 8, nó khởi hành từ Scapa Flow cùng với HMS Lively và HMS Newark để tìm kiếm chiếc tàu ngầm Rubis thuộc lực lượng Pháp Tự do vốn bị hư hại do bị máy bay Đức không kích ngoài khơi bờ biển Na Uy. Nó sau đó gặp gỡ tàu tuần dương HMS Curacoa và cuối cùng tìm thấy Rubis gần Skagerrak, và hộ tống nó đi đến Dundee để sửa chữa.
Lightning và Laforey rời Greenock cho chuyến vận tải Malta lớn đầu tiên trong chiến tranh vào ngày 17 tháng 9 năm 1941, băng qua Clyde Boom lúc 05 giờ 30 phút. Nó gia nhập đoàn tàu vận tải cùng với nhiều tàu chiến chủ lực khác của Hạm đội Nhà; bao gồm HMS Prince of Wales, Edinburgh, Kenya, Euryalus, Sheffield, Oribi, Cossack, Fury, Farndale và Heythrop. Chúng băng qua eo biển Gibraltar và gặp gỡ Lực lượng H. Trong suốt chiến dịch, Lightning tham gia những trận chiến đấu ác liệt nhất trong suốt quãng đời hoạt động của nó. Chiếc tàu khu trục và phần còn lại của đoàn tàu chịu đựng không kích từ những máy bay ném bom Đức, vốn phối hợp ném bom tầm cao, ném bom bổ nhào và phóng ngư lôi tầm thấp. Lúc 13 giờ 40 phút ngày 27 tháng 9, Lightning suýt bị đánh trúng khi một quả ngư lôi phóng từ máy bay đã sượt qua chỉ các con tàu 20 thước Anh (18 m).
Vào ngày 25 tháng 10, Lightning rời Clyde và được thuyên chuyển từ Hạm đội Nhà đặt căn cứ tại Scapa Flow sang Lực lượng H đặt căn cứ tại Gibraltar. Trong tháng 11 và tháng 12, nó hoạt động chủ yếu trong vai trò hộ tống. Các đoàn tàu vận tải từ Anh được nó tiếp nhận tại vịnh Biscay và thường đưa đến khu vực Tây Địa Trung Hải để hướng đến Malta. Nó cũng hộ tống các tàu sân bay vận chuyển máy bay tiêm kích Supermarine Spitfire. Nó là một trong những tàu đã hộ tống cho HMS Ark Royal khi chiếc tàu sân bay này bị đắm do trúng ngư lôi vào ngày 13 tháng 11 năm 1941.
Vào ngày 11 tháng 12 năm 1941, Lightning, HMS Harvester và HMS Highlander được lệnh rời Gibraltar để gặp gỡ thiết giáp hạm HMS Duke of York ở giữa Đại Tây Dương và hộ tống nó đi sang Hoa Kỳ. Duke of York đang làm nhiệm vụ đưa Thủ tướng Winston Churchill và Tham mưu trưởng tham dự Hội nghị Arcadia tại Washington, D.C..
Thời tiết xấu tại vùng biển Bắc Đại Tây Dương khiến việc gặp gỡ bị trễ hẹn, và cuối cùng ở tọa độ 38°30′B 23°00′T / 38,5°B 23°T lúc 18 giờ 30 phút ngày 17 tháng 12, nó gia nhập cùng Duke of York với Highlander và Harvester. Trong hoàn cảnh thời tiết vẫn bất lợi, nó tiếp tục đi cùng Duke of York cho đến khi được cho tách ra ở tọa độ 35°00′B 40°00′T / 35°B 40°T lúc 18 giờ 00 phút ngày 20 tháng 12, để đi đến Ponta Delgada, Azores để tiếp nhiên liệu. Tiếp tục đi đến Bermuda, nó chia sẻ chỗ thả neo với tàu sân bay Hoa Kỳ USS Ranger (CV-4), và đi đến Newport News vào đêm giao thừa. Trong chặng đường quay trở về Anh, nó đi đến St. John’s, Newfoundland, lên đường vào ngày 16 tháng 1 năm 1942 và về đến Greenock vào ngày 25 tháng 1. Vào ngày 14 tháng 3, Lightning tham gia các cuộc càn quét chống tàu ngầm bằng thiết bị sonar ASDIC trong eo biển Gibraltar, khi bánh lái của nó bị hỏng nặng do một quả mìn sâu nổ sớm ngay bên dưới lườn tàu. Nó phải quay về Gibraltar để sửa chữa.
Trong Chiến dịch Ironclad, Lightning đóng một vai trò chủ chốt trong việc chiếm đóng một căn cứ hải quân tại Diégo Suarez. Nó trải qua giai đoạn mở đầu của chiến dịch không có hoạt động nào, cho đến 17 giờ 10 phút ngày 5 tháng 5 khi nó bắn phá một vị trí trên đồi được đối phương sử dụng. Ngày hôm sau, nó lại bắn phá các vị trí của đối phương, lần này là một lâu đài trên đồi và một kho đạn. Lúc 15 giờ 30 phút, nó cùng Laforey và Lookout hộ tống cho thiết giáp hạm HMS Ramillies ra khơi truy tìm một thiết giáp hạm đối phương được báo cáo, nhưng đã không tìm thấy, cho dù Laforey đã đánh chìm một tàu ngầm đối phương đêm hôm đó. Đến ngày 7 tháng 5, lúc 10 giờ 30 phút, nó lại bắn phá vị trí của đối phương ở bờ biển phía xa của bán đảo; đối phương đầu hàng nữa giờ sau đó.
Từ tháng 5 đến tháng 7, Lightning được tạm thời điều động sang Hạm đội Đông, lên đường đi Colombo thuộc Ceylon để được tẩy sạch nồi hơi. Hoàn tất công việc vào ngày 11 tháng 7, nó ra khơi lúc 06 giờ 00 ngày hôm sau trong thành phần Lực lượng A bao gồm Warspite, Indomitable, Illustrious, Gambia và bốn tàu khu trục trong đó có Laforey và Lookout. Nhiệm vụ của họ là càn quét khu vực cho đến quần đảo Chagos nhữ cho lực lượng Nhật Bản tham chiến, rồi đi đến đảo san hô Addu để tiếp nhiên liệu. Không tìm thấy đối phương, Lightning quay trở về Colombo và được lệnh tiếp tục đi đến Địa Trung Hải.
Quay về từ Ấn Độ Dương, Lightning đi đến Freetown, và khởi hành từ đây vào ngày 1 tháng 8 cùng tàu tuần dương HMS Phoebe, tàu sân bay HMS Indomitable cùng Laforey và Lookout. Đêm hôm đó lúc 21 giờ 00, trinh sát viên trên tàu đã phát hiện ba xuồng nhỏ, và sau khi điều tra đã vớt được 35 thủy thủ cùng 4 pháo thủ của chiếc tàu buôn Na Uy Tankexpress tải trọng 10.095 tấn, vốn bị một tàu ngầm U-boat Đức đánh chìm trước đó một tuần vào ngày 25 tháng 7. Thủy thủ đoàn cùng hạm trưởng chiếc tàu buôn Anders Skånberg được đưa lên bờ tại Gibraltar vào ngày 8 tháng 8, khi chiếc tàu khu trục được tiếp nhiên liệu tại đây.
Đến giữa năm 1942, hòn đảo mang tính chiến lược Malta bị thiếu đói do sự phong tỏa của Đức và Ý. Không có pháo đài giữa biển này, phe Đồng Minh không thể tấn công các đoàn tàu vận tải xuất phát từ Ý tiếp liệu cho các binh đoàn phe Trục tại Bắc Phi. Ngoài ra, người ta nhận thức Chiến dịch Bắc Phi không thể bắt đầu cho đến khi các binh đoàn phe Trục bị yếu đi do thiếu nguồn tiếp liệu. Một lực lượng hộ tống khổng lồ của Hạm đội Nhà và Lực lượng H từ Gibraltar được tập trung để bảo vệ cho mười bốn tàu buôn xuất phát từ Anh đi Malta. Nhiều tàu chiến chủ lực bị hư hại do các cuộc không kích ác liệt và tấn công của tàu ngầm; và cuối cùng chỉ có sáu tàu buôn đến được đích. Tuy nhiên sau đó, Malta không còn bị áp lực nặng nề như trước, và Chiến dịch Torch, cuộc đổ bộ lực lượng Đồng Minh lên Bắc Phi, được thực hiện vào tháng 11 năm 1942.
Lightning gia nhập Lực lượng Z bao gồm tàu sân bay tàu HMS Indomitable, tuần dương HMS Phoebe và các tàu khu trục chị em HMS Laforey và HMS Lookout. Vào ngày 3 tháng 8 năm 1942, Lực lượng Z gặp gỡ thành phần chủ yếu của Lực lượng X xuất phát từ Anh ngay ngoài khơi Gibraltar, và được tiếp nhiên liệu cặp theo Indomitable trong ngày hôm sau. Đến ngày 5 tháng 8, đoàn tàu vận tải băng ngang eo biển trên đường đi Malta. Vào ngày 11 tháng 8, Lightning cùng Lookout đang hộ tống cho tàu sân bay HMS Furious, khi chiếc tàu sân bay HMS Eagle gần đó trúng bốn quả ngư lôi phóng từ tàu ngầm U-boat U-73; nó đắm chỉ trong vòng tám phút. Đến ngày 12 tháng 8, Lightning chịu đựng một cuộc không kích của máy bay ném bom đối phương, với nhiều quả ném suýt trúng.
Sau khi được tái trang bị, Lightning và Laforey rời Greenock vào ngày 12 tháng 12 năm 1942 đi Liverpool để hộ tống chiếc Duchess of Richmond, một tàu biển chở hành khách Canada của hãng Pacific tải trọng 20.000 tấn đang đưa hàng nghìn binh lính sang Bắc Phi trong đoàn tàu KMF 5. Vào ngày 21 tháng 12, Lightning giúp cứu vớt hơn 1000 binh lính và y tá từ chiếc tàu biển chở hành khách Strathallan của hãng P&O tải trọng 23.722 tấn, vốn trúng ngư lôi phóng từ tàu ngầm U-boat U-562 ngoài khơi bờ biển Algérie khi đang chở hơn 4000 binh lính và y tá Đồng Minh. Nó đi đến Bône vào ngày đầu năm mới 1943, gia nhập Lực lượng Q, bao gồm hai trong số các tàu tuần dương thuộc Hải đội Tuần dương 12 và thay đổi theo thời gian: Ajax, Penelope, Dido, Aurora hoặc Sirius; được hỗ trợ bởi các tàu khu trục lớp L: Laforey, Lookout và Loyal.
Vào cuối tháng 2 và tháng 3 năm 1943, Lightning hộ tống các tàu vận tải chở quân và tiếp liệu giữa Algiers và Bône vào ban ngày, và tấn công các đoàn tàu vận tải đối phương vào ban đêm. Nó bị máy bay đối phương tấn công hầu như hằng ngày trong cảng, và đã hoạt động như tàu phòng không. Trong chuyến hải hành cuối cùng, nó rời Bône lúc 17 giờ 45 phút chiều tối ngày 12 tháng 3 với gần 230 thủy thủ đã mệt mỏi trên tàu. Sau khi gia nhập cùng HMS Loyal, nó hộ tống bảo vệ bên sườn các tàu tuần dương HMS Aurora và HMS Sirius. Kế hoạch chiến dịch là nhằm tấn công một đoàn tàu Đức xuất phát từ Sicily để đi Tunisia. Tuy nhiên, sau khi nghe tin Lực lượng Q đã xuất phát, đoàn tàu đối phương đã rút lui trở về cảng. Đến 18 giờ 51 phút, Lightning bị 12 máy bay ném bom-ngư lôi đối phương tấn công; nó bắn rơi được một mát bay đối phương và thoát khỏi cuộc tấn công mà không bị hư hại.
Lúc khoảng 22 giờ 00, thông dịch viên trên tàu bắt được thông điệp vô tuyến bằng tiếng Đức, cho rằng họ sắp tấn công Lightning. Lúc khoảng 22 giờ 15 phút, chiếc E-boat (Schnellboot) S-158 thuộc Chi hạm đội S-Boat 7 bắn quả ngư lôi đầu tiên đánh hỏng Lightning. Thủy thủ trên tàu đã không có thời gian bắn trả; họ không bật máy định vị vô tuyến hay sonar ASDIC, không ở trong tình trạng hoàn toàn sẵn sàng tác chiến do những trận chiếc ác liệt hầu như liên tục trong những ngày vừa qua. Hạm trưởng đã cố bẻ lái hết sang mạn trái để né tránh đường đi của quả ngư lôi, nhưng Lightning quá chậm và bị đánh trúng mũi tàu bên mạn phải. Sau đó một chiếc E-boat thứ hai, S-55 thuộc Chi hạm đội S-Boat 3, vòng qua mạn phải và phóng một quả ngư lôi thứ hai trúng ngay dưới ống khói, phá hủy cả hai phòng nồi hơi, dàn pháo phòng không QF 2-pounder "pom-pom" và dàn ống phóng ngư lôi phía trước. Chốc lát sau, có lệnh bỏ tàu; nó bắt đầu đắm hầu như ngay sau khi trúng quả ngư lôi thứ hai, ở tọa độ 37°53′B 9°50′Đ / 37,883°B 9,833°Đ.
Một người sống sót được S-158 vớt và bị bắt làm tù binh. 180 người sống sót khác, bao hồm Hạm trưởng, Trung tá Hải quân Hugh Greaves Walters, được tàu chị em HMS Loyal cứu vớt vài giờ sau đó và đưa về Bône lúc 05 giờ 00 ngày 13 tháng 3; họ sau đó được chuyển sang chiếc HMS Sirius. Thủy thủ đoàn của con tàu bị giải tán; họ được điều sang các tàu khác hoặc đến căn cứ HMS Hannibal trên bờ tại Algiers. Tàu khu trục Ba Lan ORP Blyskawica thay thế cho Lightning trong thành phần Lực lượng Q mang cái tên Ba Lan "Blyskawica" có nghĩa là tia chớp, như "Lightning" trong tiếng Anh.